# Heerlijkheid Bollwiller
Bollwiller (Duits: Bollweiler) was een heerlijkheid in de Elzas.
Bollwiller was een heerlijkheid onder eigen heren, maar deze waren niet rijksvrij, omdat ze onder het gezag vielen van Voor-Oostenrijk.
In 1376 werd de helft van Bollwiller door Bourcard van Bollwiler verkocht aan ridder Willem van Waldner. In het begin van de vijftiende eeuw werd dit deel weer herenigd met de bezittingen van de familie Bollwiller. Met de heerlijkheid verenigd waren Bollenberg bij Rouffach en Feldkirch als leen van Habsburg. In 1554 werd 2/3 deel van Ungersheim verworven en in 1555 Réguisheim.
De laatste heer uit de dynastie was Rudolf van Bollwiller. Ten gevolge van het huwelijk van zijn dochter Margaretha, barones van Pollweil en Weilerthal met graaf Hans Ernst Fugger kwam de heerlijkheid in 1617 in het bezit van de Fuggers. 
Tijdens de Dertigjarige Oorlog werd de heerlijkheid door Frankrijk geconfisqueerd en op 19 april 1649 door Lodwijk XIV aan Reinhold van Rosen verleend. De familie van Rosen kocht de rechten van de Fuggers in 1680 af. Door het Verdrag van Münster in 1648 werd de heerlijkheid aan het gezag van het Heilige Roomse Rijk en Voor-Oostenrijk onttrokken en bij Frankrijk gevoegd.
In 1739 werd de heerlijkheid Bollwiller verheven tot een markiezaat.